# Julodis iris
Julodis iris es una especie de escarabajo del género Julodis, familia Buprestidae. Fue descrita científicamente por Laporte & Gory en 1835.